# خيار شنبر
خيار شَنْبَر أو قثاء هندي أو بكبر هندي أو خُرْنُوب هندي (الاسم العلمي: Cassia fistula) ويسميها البعض خطأ ب عود الصليب. أزهار خيار شمبر هي الرمز الوطني لمملكة تايلاند.

## الوصف النباتي
شجرة نصف متساقطة الأوراق تصل الي ارتفاع 10 امتار. الأوراق ريشية طولها 30 - 40 سم، الوريقات، من 4 - 8 أزواج بيضاوية حادة القمة ذات عنق قصير، الأزهار صفراء ذهبية تخرج قبل الأوراق في مايو ، وفي نورة راسيمية مدلاة طولها 33 - 45 سم. الثمار قرون أسطوانية غير متفتحة طولها حوالي 60 سم، تكون سوداء عند النضج.
تتكاثر النبات بالبذور بعد نقعها في حمض كبريتيك 90% لمدة 15 دقيقة أو تنفع البذور في الماء لمدة 12 ساعة ثم توضع بين طبقتين من الخيش المبلل حتى تبدأ في الأنبات كذلك يمكن خدش البذور ونقعها ثم زراعتها.

## الموطن الأصلي والإنتشار
الموطن الأصلي للنبات هو حنوب آسيا لا سيما باكستان ، الهند، بورما وسريلانكا.
يزرع نبات خيار شمبر كشجرة زينة في المناطق المدارية وشبه المدارية، حيث يزهر في نهاية الربيع (شهر مايو ) في نصف الكرة الأرضية الشمالي.

## الإستعمالات
يستخدم قلف الشجرة مصدر هام لمادة التانينات (لون احمر)التي تستخدم في الدباغة.كما تستخدم القرون في الطب الشعبي.

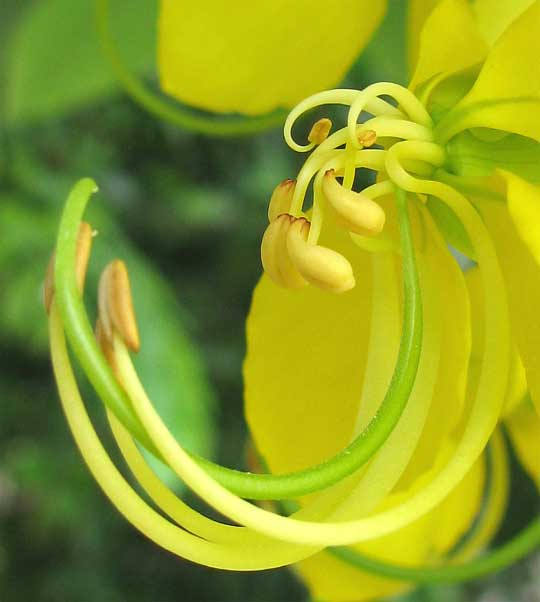
تفاصيل زهرة الخيار شنبر

محاذير : البذور سامة جدا.